# Pellouxita
La pellouxita és un mineral de la classe dels sulfurs. Rep el nom en honor d’Alberto Pelloux (1 de desembre de 1868, Crema, Itàlia - 23 de febrer de 1948, Bordighera, Itàlia), professor de mineralogia i petrologia a la Universitat de Gènova, conservador del Museu de Mineralogia de la Universitat de Gènova i director de Mineralogia i Geologia al Departament del Museu d’Història Natural Giacomo Doria. Va descriure diverses espècies noves i va fer un treball important a Líbia, Albània i Sardenya.

## Característiques
La pellouxita és una sulfosal de fórmula química (Cu,Ag)Pb10Sb₁₂S27O(Cl,S)0.6. Va ser aprovada com a espècie vàlida per l'Associació Mineralògica Internacional l'any 2001, sent publicada per primera vegada el 2004. Cristal·litza en el sistema monoclínic.
Segons la classificació de Nickel-Strunz, la pellouxita pertany a «02.JB: Sulfosals de l'arquetip PbS, derivats de la galena, amb Pb» juntament amb els següents minerals: diaforita, cosalita, freieslebenita, marrita, cannizzarita, wittita, junoïta, neyita, nordströmita, nuffieldita, proudita, weibul·lita, felbertalita, rouxelita, angelaïta, cuproneyita, geocronita, jordanita, kirkiïta, tsugaruïta, pillaïta, zinkenita, scainiïta, chovanita, aschamalmita, bursaïta, eskimoïta, fizelyita, gustavita, lil·lianita, ourayita, ramdohrita, roshchinita, schirmerita, treasurita, uchucchacuaïta, ustarasita, vikingita, xilingolita, heyrovskýita, andorita IV, gratonita, marrucciïta, vurroïta i arsenquatrandorita.

## Formació i jaciments
Va ser descoberta a la mina Buca della Vena, situada a la localitat de Ponte Stazzemese, a la Província de Lucca (Toscana, Itàlia). També ha estat descrita en un parell de jaciments d'Eslovàquia. Aquests tres indrets són els únics de tot el planeta on ha estat descrita aquesta espècie mineral.